# بيثاني لونش
بيثاني لونش (بالإنجليزية: Bethany Lynch)‏ هي لاعبة كرة قدم أسترالية أسترالية، ولدت في 19 مايو 1997.

## روابط خارجية
- بيثاني لونش على موقع AustralianFootball.com (الإنجليزية)